# Star Time
A Star Time egy 4 CD-s díszdobozos válogatásalbum James Brown pályafutásának legjobb dalaiból. 1991-ben jelent meg.

## Számok

### CD 1
1. Please Please Please (James Brown, Johnny Terry) – 2:43
2. Why Do You Do Me? (Bobby Byrd, Sylvester Keels) – 2:59
3. Try Me (Brown) – 2:30
4. Tell Me What I Did Wrong (Brown) – 2:20
5. Bewildered (Leonard Whitcup, Teddy Powell) – 2:21
6. Good Good Lovin’ (Brown, Albert Shubert) – 2:18
7. I’ll Go Crazy (Brown) – 2:05
8. I Know It’s True (Brown) – 2:40
9. (Do the) Mashed Potatoes, Pt. 1 (Dessie Rozier) – 1:39
10. Think (Lowman Pauling) – 2:46
11. Baby, You’re Right (Brown, Joe Tex) – 2:58
12. Lost Someone (Brown, Byrd, Lloyd Eugene Stallworth) – 3:28
13. Night Train (Oscar Washington, Lewis Simpkins, Jimmy Forrest) – 3:38
14. I’ve Got Money (Brown) – 2:29
15. I Don’t Mind [live] (Brown) – 2:29
16. Prisoner of Love (Leo Robin, Russ Columbo, Clarence Gaskin) – 2:24
17. Devil’s Den (Ted Wright) – 4:48
18. Out of the Blue (Wright, Terry) – 2:15
19. Out of Sight (Wright) – 2:19
20. Grits (Nat Jones, Wright) – 3:58
21. Maybe the Last Time (Wright) – 3:02
22. It’s a Man’s World (Brown, Betty Newsome) – 3:22
23. I Got You (Wright) – 2:27
24. Papa’s Got a Brand New Bag, Pts. 1, 2 & 3 (Brown) – 6:56

### CD 2
1. Papa’s Got a Brand New Bag, Pt. 1 (Brown)  – 2:06
2. I Got You (I Feel Good) (Brown) – 2:45
3. Ain’t That a Groove (Brown, Jones) – 3:31
4. It’s a Man's Man's Man's World (Brown, Newsome) – 2:46
5. Money Won’t Change You (Brown, Jones) – 6:01
6. Don’t Be a Dropout (Brown, Jones) – 4:31
7. Bring It Up (Hipster’s Avenue) (Brown, Jones) – 3:48
8. Let Yourself Go (Brown, Bud Hobgood) – 3:53
9. Cold Sweat (Brown, Alfred Ellis) – 7:30
10. Get It Together (Brown, Hobgood, Ellis) – 8:57
11. I Can’t Stand Myself (When You Touch Me), Pt. 1 (Brown) – 3:29
12. I Got the Feelin’ (Brown) – 2:39
13. Licking Stick-Licking Stick (Brown, Byrd, Ellis) – 4:52
14. Say It Loud – I’m Black and I’m Proud, Pt. 1 (Brown, Ellis) – 2:59
15. There Was a Time [Live] (Brown, Hubgood) – 4:59
16. Give It Up or Turnit a Loose (Charles Bobbit) – 3:10
17. I Don’t Want Nobody to Give Me Nothing (Open up the Door I’ll Get It Myself) (Brown) – 5:59

### CD 3
1. Mother Popcorn (Brown, Ellis) – 6:18
2. Funky Drummer (Brown) – 7:00
3. Get Up (I Feel Like Being A) Sex Machine (Brown, Byrd, Ron Lenhoff) – 5:15
4. Super Bad, Pts. 1 & 2 (Brown) – 4:26
5. Talkin’ Loud & Sayin’ Nothing (Brown, Byrd) – 8:59
6. Get Up, Get into It, and Get Involved (Brown, Byrd, Lenhoff) – 7:03
7. Soul Power, Pts. 1 & 2 (Brown) – 4:25
8. Brother Rapp/Ain’t It Funky Now [live] (Brown) – 7:44
9. Hot Pants, Pt. 1 (Brown, Fred Wesley) – 3:06
10. I’m a Greedy Man, Pt. 1 (Brown, Bobbit) – 3:36
11. Make It Funky, Pt. 1 (Brown, Bobbit) – 3:34
12. It’s a New Day [live] (Brown) – 3:48
13. I Got Ants in My Pants, Pt. 1 (Brown) – 3:01
14. King Heroin (Brown, Bobbit, Dave Matthews, Manny Rosen) – 3:57

### CD 4
1. There It Is, Pt. 1 (Brown) – 3:20
2. Public Enemy #1, Pt. 1 (Brown, Bobbit, Henry Stallings) – 5:09
3. Get on the Good Foot (Brown, Wesley, Joseph Mims) – 4:07
4. I Got a Bag of My Own (Brown) – 3:44
5. Doing It to Death (Brown) – 5:14
6. The Payback (Brown, Wesley, John Starks) – 7:28
7. Papa Don’t Take No Mess (Brown, Wesley, Starks, Bobbit) – 4:22
8. Stoned to the Bone, Pt. 1 (Brown) – 3:28
9. My Thang (Brown) – 4:37
10. Funky President (People It’s Bad) (Brown) – 4:01
11. Hot (I Need to Be Loved, Loved, Loved) (Brown) – 5:03
12. Get Up Offa That Thing (Release the Pressure) (Diedre Jenkins, Deanna Brown, Yamma Brown) – 6:14
13. Body Heat, Pt. 1 (Jenkins, D. Brown, Y. Brown) – 4:29
14. It’s Too Funky in Here’ (George Jackson, Walter Shaw, Brad Shapiro, Robert Miller) – 5:39
15. Rapp Payback (Where Iz Moses)’ (J. Brown, D. Brown, Henry Stallings) – 4:36
16. Unity, Pt. 1’ (J. Brown, Khayan Aasim Bambaataa, Douglas Wimbish, Bernard Alexander, Keith LeBlanc, Robin Haplin) – 3:40

## Külső hivatkozások
- Rolling Stone story Archiválva 2008. július 25-i dátummal a Wayback Machine-ben
- Overview at MP3.com